# (9568) 1988 AX4
(9568) 1988 AX4  es un asteroide del cinturón principal perteneciente al cinturón de asteroides, región del sistema solar que se encuentra entre las órbitas de Marte y Júpiter.
Fue descubierto el 13 de enero de 1988 por Henri Debehogne desde el Observatorio de La Silla.

## Designación y nombre
Designado provisionalmente como 1988 AX4.

## Características orbitales
1988 AX4 está situado a una distancia media del Sol de 2,436 ua, pudiendo alejarse hasta 2,796 ua y acercarse hasta 2,075 ua. Su excentricidad es 0,148 y la inclinación orbital 6,169 grados. Emplea 1388,32 días en completar una órbita alrededor del Sol.
Pertenece a la familia de asteroides de (4) Vesta.

## Características físicas
La magnitud absoluta de 1988 AX4 es 14,20. 